# John Berkhout
John Berkhout est un groupe espagnol de rock, originaire de Oiartzun, Guipuscoa, au Pays basque, actif entre 2013 et 2016.

## Histoire
John Berkhout est formé à Oiartzun et entame quelques concerts, dont une apparition au Festival Jazpana. Le groupe signe un contrat de distribution avec Warner Music, et sort son premier album, John Berkhout, en 2013. Les dix morceaux,  dont le premier single The Path, s'inspirent notamment de Crosby, Stills, Nash and Young, fait allusions à Josh Rouse, et comprend des touches de folk britannique des années 1970. Pendant deux ans, il tourne en promotion de l'album et termine à Oiartzun, sa ville natale, le 9 mai 2015 avec un dernier concert au centre sportif Elorsoro. Le groupe sera accompagné par la chorale d'enfants de l'école de musique Ibargain d'Oiartzun et jouera quelques nouveaux morceaux.
En 2016, le groupe sort son deuxième album, l'auto-produit Bloo Mind,,,. Depuis cette date, le groupe ne semble plus en activité.

## Discographie
- 2013 : John Berkhout (Warner Music)
- 2016 : Bloo Mind (auto-produit)